# Transcendência (filosofia)
Transcendência (do latim transcēndo, is, di, sum, ĕre: 'passar subindo, atravessar, ultrapassar, transpor') é um termo que, em filosofia, pode conduzir a três diferentes - embora relacionados - significados, todos eles originários da raiz latina que significa 'ascender' ou 'indo além', sendo um significado oriundo da filosofia antiga; outro, da filosofia medieval, e o último, ligado à filosofia moderna.

## Enfoque medieval
O segundo significado, que vem da filosofia medieval, defende que transcendental se encaixa nas categorias de Aristóteles que foram usadas para organizar conceitualmente o conceito de realidade. Os exemplos básicos de transcendental estão presentes (insígnia) nas características designadas transcendentais de unidade, verdade, e bondade.

## Na filosofia moderna
Na filosofia moderna e atual, Kant deu, a transcendental, um novo significado em sua teoria do conhecimento, preocupado com as possibilidades condicionais do próprio conhecimento. Para ele, "transcendental" significa conhecimento sobre a nossa faculdade cognitiva com respeito a como os objetos são possíveis a priori. Isto é, algo é transcendental se tem um papel no modo como a mente "constitui" os objetos e faz possível, a nós, experimentá-los como objetos em primeiro lugar. Normalmente, conhecimento é o saber sobre um objeto; conhecimento transcendental é o saber sobre como é possível, para nós, experimentarmos estes objetos como objetos. Isto se baseia no conceito de Kant sobre o argumento de de que certas características do objeto (tais como a persistência, relações causais) não podem derivar da impressão que temos deles. Kant argumenta que a mente deve contribuir para estas características e tornar possível, para nós, experimentarmos os objetos como objetos. Na parte central da sua Crítica da Razão Pura, a "Dedução Transcendental das Categorias", Kant argumenta que há uma profunda interconexão entre a habilidade de estar autoconsciente e a habilidade de experimentar o mundo de objetos. Embora, no processo de síntese, a mente gere ambos: a estrutura dos objetos e a sua própria unidade. Para Kant, a "transcendência" se opõe ao "transcendental", é o que jaz além da nossa capacidade de conhecimento legitimamente conhecido. A contra-argumentação de Hegel a Kant foi que, para conhecer a fronteira e estar consciente de que ela é a fronteira, nós já transcendemos a ela.
Em fenomenologia, o "transcendente" é aquilo que transcende a nossa própria consciência - aquilo que é objetivo, mais do que apenas fenômeno da consciência.